# Stațiunea Fântânele, Cluj
Stațiunea Fântânele e situată la o altitudine de 1050 m, în comuna Râșca din județul Cluj, între Munții Gilăului și Vlădeasa, pe malul lacului Fântânele. Nu are statut oficial de localitate, ci numai de stațiune climaterică de interes local (cf. HG 717/1999).
Este greșit numită uneori Beliș-Fântânele, sau Fântânele-Beliș, datorită apropierii de satul Beliș. Stațiunea nu se află însă pe teritoriul administrativ al comunei Beliș, ci pe cel al comunei învecinate Râșca.
Este căutată mai ales pentru odihnă și relaxare, precum și pentru pârtia de schi. 

## Galerie de imagini
1. ↑   Cazare delta dunarii